# Galleria Vittorio Emanuele II
Galleria Vittorio Emanuele II é a galeria comercial ativa mais antiga da Itália e um importante marco de Milão. Instalada em uma arcada dupla de quatro andares no centro da cidade, a Galleria recebeu o nome de Vitor Emanuel II, o primeiro rei do Reino da Itália. Foi projetada em 1861 e construída pelo arquiteto Giuseppe Mengoni entre 1865 e 1877.
O espaço octogonal central é encimado por uma cúpula de vidro. A Galleria Milanesa era maior em escala que suas antecessoras e foi um passo importante na evolução do moderno shopping center envidraçado e fechado, do qual foi o progenitora direta. Inspirou o uso do termo galeria para muitas outras galerias comerciais e shoppings.
No terreno octogonal central, encontram-se quatro mosaicos representando os brasões das três capitais do Reino da Itália (Turim, Florença e Roma) mais o de Milão. A tradição diz que se uma pessoa girar três vezes com o calcanhar sobre os testículos do touro do brasão de Turim, isso trará boa sorte. Essa prática causou danos ao mosaico: formou-se um buraco no lugar da genitália do touro.